# Eliza Doolittle
Eliza Doolittle, właściwie Eliza Sophie Caird (ur. 15 kwietnia 1988) – brytyjska piosenkarka. Córka brytyjskiego reżysera teatralnego Johna Cairda i aktorki musicalowej Frances Ruffelle.

## Dyskografia

### Albumy studyjne
- "Eliza Doolittle" (2010)
- "In Your Hands" (2013)

### EP-ki
- "Eliza Doolittle" (2009)

### Single
- "Skinny Genes" (2010)
- "Pack Up" (2010)
- "Mr Medicine" (2011)
- Rollerblades
- "Big When I Was Little" (2013)